# Dynufjall
Dynufjall är ett berg i republiken Island. Det ligger i regionen Norðurland vestra, 200 km norr om huvudstaden Reykjavík. Toppen på Dynufjall är 608 meter över havet.
Trakten runt Dynufjall är nära nog obefolkad, med mindre än två invånare per kvadratkilometer. Närmaste större samhälle är Blönduós, omkring 13 kilometer sydväst om Dynufjall. Trakten runt Dynufjall består i huvudsak av gräsmarker.